# Második Névtelen torony
A Második Névtelen torony (oroszul Вторая Безымянная башня) a Kreml déli falán áll, a Kremljovszkaja naberezsnaja és a Moszkva folyó közelében, az Első Névtelen toronytól keletre.

## Története
Az 1480-as években építették ezt a bástyát a Kreml déli falának megerősítésére. Az 1680-as években a bástya négyszögű tetejére négyoldalú sátortetőt építettek kilátóval, ami felett még egy díszes nyolcoldalú sátortetőt helyeztek el szélkakassal. Egy 1701. évi feljegyzés szerint a torony alatt kapu volt a falun, amit akkorra már bedeszkáztak. A kutatók nagy része úgy véli, hogy a tornyot a Nagy Kreml-palota építésével összefüggésben 1771-ben lebontották, majd az építkezés félbeszakítása után újjáépítették. 
A torony belseje kétszintes; az alsó szint belül hengeres kialakítású, a felső szegletes, és felfelé nyitott a sátortető felé.

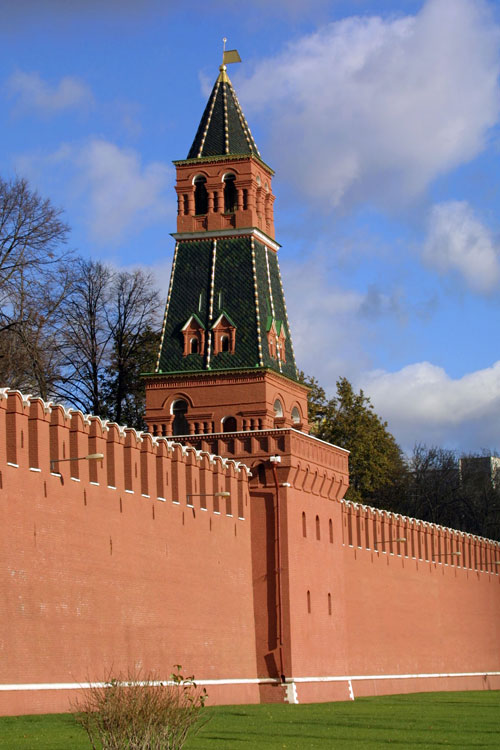
A Második Névtelen torony a Kreml déli falán

## Fordítás
- Ez a szócikk részben vagy egészben  a(z)   Вторая Безымянная башня című orosz Wikipédia-szócikk ezen változatának fordításán alapul.  Az eredeti cikk szerkesztőit annak laptörténete sorolja fel. Ez a jelzés csupán a megfogalmazás eredetét és a szerzői jogokat jelzi, nem szolgál a cikkben szereplő információk forrásmegjelöléseként.